# 王璽公衙
王璽公衙位於四川省平武縣城内。1980年7月7日作為平武報恩寺的附屬項目列為四川省重新公佈的第一批文物保護單位。
王璽公衙系明嘉靖四十五年(1566年)修建的土長官司署，即王璽後裔襲職處理政務的地方。因同時設立的土通判署叫前王衙門，公衙也叫後王衙門。清初，土長官司在黃羊關建衙署。清代中期以後，土長官司長住黃羊關，公衙多閒置。公衙位於縣城西門內右側，座北面南， 為三、五、三開間的單檐懸山三進房舍，全楠木建築，分大堂、二堂、三堂。三堂於民國初年垮塌，二堂於建政後拆除。現僅存大堂一進，面闊三間，通闊17.2公尺，進深11公尺，高7.7公尺。1986年3月，省級文物保護單位，明代土司王璽公衙從王家衙門遷至報恩寺山門內右側。